# Liang En-shuo
Dans ce nom chinois, le nom de famille, Liang, précède le nom personnel.
Liang En-shuo (chinois : 梁恩碩), née le 2 octobre 2000 à Taipei, est une joueuse de tennis taïwanaise.

## Carrière
Elle remporte son premier titre en double sur le circuit ITF en 2017 à Nonthaburi, associée à Chan Chin-wei.
En 2018, elle remporte le tournoi junior de l'Open d'Australie en battant en finale la Française Clara Burel (6-3, 6-4). Elle s'impose également en double avec la Chinoise Wang Xinyu.
En 2021, elle remporte son premier titre en double en catégorie WTA 125 au tournoi de Charleston avec la canadienne Rebecca Marino.

## Palmarès

### Titre en double en WTA 125
| No | Date       | Nom et lieu du tournoi     | Catégorie | Dotation  | Surface      | Partenaire     | Finalistes                     | Score            |          |
| -- | ---------- | -------------------------- | --------- | --------- | ------------ | -------------- | ------------------------------ | ---------------- | -------- |
| 1  | 26-07-2021 | Charleston Open Charleston | WTA 125   | 115 000 $ | Terre (ext.) | Rebecca Marino | Erin Routliffe Aldila Sutjiadi | 5-7, 7-5, [10-7] | Parcours |

### Finale en double en WTA 125
| No | Date       | Nom et lieu du tournoi  | Catégorie | Dotation  | Surface    | Vainqueures                | Partenaire         | Score    |          |
| -- | ---------- | ----------------------- | --------- | --------- | ---------- | -------------------------- | ------------------ | -------- | -------- |
| 1  | 14-07-2025 | Eupago Porto Open Porto | WTA 125   | 115 000 $ | Dur (ext.) | Carmen Corley Ivana Corley | Peangtarn Plipuech | 6-3, 6-1 | Parcours |

## Parcours en Grand Chelem

### En simple dames
| Année | Open d'Australie | Open d'Australie | Internationaux de France | Internationaux de France | Wimbledon | Wimbledon     | US Open | US Open             |
| ----- | ---------------- | ---------------- | ------------------------ | ------------------------ | --------- | ------------- | ------- | ------------------- |
| 2019  | Q1               | Bibiane Schoofs  | Q1                       | Elena Rybakina           | Q2        | Greet Minnen  | Q1      | Paula Badosa        |
| 2020  | Q1               | Nao Hibino       | —                        | —                        | Annulé    | Annulé        | —       | —                   |
| 2021  | Q1               | Sara Errani      | 1er tour (1/64)          | Fiona Ferro              | Q1        | Camila Osorio | Q3      | V. Grammatikopoúlou |
| 2022  | Q2               | Mai Hontama      | —                        | —                        | Q2        | María Carlé   | —       | —                   |

N.B. : à droite du résultat se trouve le nom de l'ultime adversaire.

## Parcours en WTA 1000
Les tournois WTA « Premier Mandatory » et « Premier 5 » (entre 2009 et 2020) et WTA 1000 (à partir de 2021) constituent les catégories d'épreuves les plus prestigieuses, après les quatre levées du Grand Chelem. 

De 2009 à 2023, les tournois Premier Mandatory (dits tournois WTA 1000 obligatoires entre 2021 et 2023) regroupent Indian Wells, Miami, Madrid et Pékin, les autres constituant les tournois Premier 5 (tournois WTA 1000 non-obligatoires). À partir de 2024, le nombre de tournois WTA 1000 passe à 10 par saison (fin de l’alternance Doha / Dubaï), ces derniers devenant tous obligatoires et offrant tous 1000 points à la vainqueure (contre 900 points précédemment pour les tournois Premier 5).

### En simple dames
| Année |       |                |                         |                          |      |        |            |       |       |                          |  |        |
| Doha  | Dubaï | Indian Wells   | Miami                   | Madrid                   | Rome | Canada | Cincinnati | Pékin | Wuhan | Wuhan                    |  |        |
| Doha  | Dubaï | Indian Wells   | Miami                   | Madrid                   | Rome | Canada | Cincinnati | Pékin | Wuhan | Wuhan                    |  |        |
| Doha  | Dubaï | Indian Wells   | Miami                   | Madrid                   | Rome | Canada | Cincinnati | Pékin | Wuhan | Wuhan                    |  |        |
| 2021  |       | Hors catégorie | 1er tour (1/32) M. Keys | 1er tour (1/64) A. Riske |      |        |            |       |       | Annulé                   |  | Annulé |
|       |       |                |                         |                          |      |        |            |       |       |                          |  |        |
| 2024  |       |                |                         |                          |      |        |            |       |       | 1er tour (1/64) D. Parry |  |        |

Sous le résultat, l’ultime adversaire.
1. 1 2   Les tournois de Doha et Dubaï alternent le statut de tournoi WTA 1000 (ex Premier 5) entre 2009 et 2023 : les trois premières éditions ont lieu à Dubaï, les trois suivantes à Doha, puis Dubaï accueille le tournoi de cette catégorie les années impaires et Dubaï les années paires. De 2011 à 2023, la ville qui n’accueille pas de WTA 1000 organise à la place un tournoi WTA 500 (ex Premier).
2. 1 2 3 4 5 6   L’ordre de déroulement des tournois a évolué depuis 2009 : Rome se dispute avant Madrid et Cincinnati avant Montréal/Toronto jusqu’en 2010, tandis que Tokyo/Wuhan/Guadalajara ont lieu avant Pékin jusqu’en 2023.
3. 1 2  Du fait de la pandémie de Covid-19, les tournois d’Indian Wells, de Miami, de Madrid, du Canada, de Wuhan et de Pékin sont annulés en 2020. Ces deux derniers le sont également en 2021. Pour des raisons d’organisation, le tournoi de Cincinnati 2020 a exceptionnellement lieu à Flushing Meadows à New York.

## Classements en fin de saison
| Année          | 2017 | 2018 | 2019 | 2020 | 2021 | 2022 | 2023 | 2024 |
| Rang en simple | –    | 279  | 199  | 223  | 196  | 395  | 290  | 256  |
| Rang en double | 1080 | 1081 | 191  | 238  | 175  | 321  | 182  | 131  |

Source : (en) Classements de Liang En-shuo sur le site officiel de la Fédération internationale de tennis